# قطعنامه ۱۴۶۸ شورای امنیت
قطعنامه ۱۴۶۸ شورای امنیت سازمان ملل متحد که در تاریخ ۲۰ مارس ۲۰۰۳ تصویب شد، سندی بین‌المللی دربارهٔ اوضاع در مورد جمهوری دموکراتیک کنگو است. این قطعنامه طی نشست ۴۷۲۳ام با ۱۵ رای موافق، ۰ مخالف و ۰ ممتنع تصویب شد.